# 馮氏集團
馮氏控股（1937）有限公司總部設於香港，是一家私人全資擁有的跨國集團，亦是馮氏集團旗下公司的主要股東。集團業務涵蓋整個全球消費品市場的全球供應鏈管理，包括貿易、物流、分銷和零售。
集團旗下上市業務包括：
- 利豐有限公司（昔日股票代號：00494，已私有化）
- 利和經銷有限公司（昔日股票代號：02387，已私有化），集團之經銷業務由利和經銷主理，為上海地區客戶提供全方位配套服務，核心業務包括生產制造、物流管理及品牌推廣等。2010年私有化。[1]
- 利亞零售有限公司（股票代號：08052），於香港「聖安娜餅屋」之連鎖零售業務，總店舖數目逾50家。
- 利邦控股有限公司（昔日股票代號：00891，已除牌）。2018年被山東如意收購。[2]
- 利標品牌有限公司（昔日股票代號：00787，已除牌）。從利豐分拆，主要為授權品牌及拥控品牌，於2014年7月9日以介紹形式在聯交所上市，2022年7月25日除牌。[3]

非上市的零售業務包括：
- 經營時裝零售業務的Branded Lifestyle
- 經營連鎖玩具店「玩具"反"斗城」的利童反斗城（亞洲）有限公司。
- 利豐零售，經營零售業務；
- 利童反斗城（亞洲）有限公司，經營連鎖玩具店玩具反斗城。
- 南韓兒童服飾生產商Suhyang Networks10%權益
- 利和醫療集團及利和醫療中國有限公司

## 集團歷史
1937年12月28日，馮柏燎的第三子馮漢柱在香港成立分公司利豐（1937）有限公司。
2012年8月20日，利豐母公司利豐集團改名為馮氏集團。
2013年1月31日，意大利高級皮革品牌Furla夥拍馮氏集團，成立合營公司管理旗下在中、港及澳門的分銷業務，為未來四年在大中華區開設超過100間分店鋪路。
2013年9月22日，大股東馮氏家族的投資基金Fung Capital，透過歐洲分部Fung Capital Europe（FCE），向迪拜集團JMH Group收購英國男士服裝品牌Kilgour，將與Hardy Amies組成兩大成衣品牌系列發展，在高端百貨公司銷售。
2015年11月7日，利標品牌以不超過1.3億美元（約10.14億港元）向PS Brands收購其授權、品牌及私人商標襪類產品之製造、設計、開發、採購、入口、推廣、銷售及分銷業務
2017年5月3日，馮氏零售集團與玩具反斗城亞洲簽訂一項協議，將合併玩具反斗城日本與大中華區及東南亞的業務。在加入玩具反斗城日本後，馮氏零售集團將擁有亞洲合資企業玩具反斗城亞洲（Toys"R"Us Asia Ltd）約15%股權。
2017年12月14日，馮氏控股1937及弘毅基金分別佔55%和45%股權的合資公司True Sage Limited以11億美元（約85.36億港元）現金，收購利豐旗下傢具、美容和毛衣產品業務，在出售完成後，會向股東派發每股0.0614美元（折合約0.476港元）的特別股息，總值5.2億美元。